# Uponor
Uponor es líder internacional en soluciones para la conducción de fluidos en la edificación y soluciones de Climatización Invisible para los segmentos residencial, no residencial e industrial en Europa y Estados Unidos. En el norte de Europa, Uponor es también un proveedor importante de sistemas de tuberías para la obra civil. 
El Grupo cuenta con cerca de 3.800 personas en 26 países, y las ventas netas de 2019 superaron los 1.100 millones de euros. La multinacional cotiza en el Nasdaq Helsinki en Finlandia.
La sede de la empresa se encuentra en la ciudad de Vantaa, en las inmediaciones del aeropuerto de Helsinki.